# Bakeridesia purpurascens
Bakeridesia purpurascens är en malvaväxtart som först beskrevs av Philipp Salzmann, och fick sitt nu gällande namn av H. Monteiro. Bakeridesia purpurascens ingår i släktet Bakeridesia och familjen malvaväxter. Inga underarter finns listade i Catalogue of Life.